# A 2002. évi téli olimpiai játékok éremtáblázata
A 2002. évi téli olimpiai játékok éremtáblázata a 2002. évi téli olimpiai játékokon érmet nyert nemzeteket tartalmazza. A sorrendet a több nyert aranyérem, ennek egyenlősége esetén a több nyert ezüstérem, ennek egyenlősége esetén a több nyert bronzérem, illetve mindhárom szám egyenlősége esetén az ABC-sorrend határozza meg. A sorrend nem jelenti a részt vevő országok hivatalos – a Nemzetközi Olimpiai Bizottság szerinti – sorrendjét.
(A táblázatban a rendező nemzet csapata eltérő háttérszínnel, az egyes számoszlopok legmagasabb értéke vagy értékei vastagítással kiemelve.)
| A 2002. évi téli olimpiai játékok éremtáblázata | A 2002. évi téli olimpiai játékok éremtáblázata | A 2002. évi téli olimpiai játékok éremtáblázata | A 2002. évi téli olimpiai játékok éremtáblázata | A 2002. évi téli olimpiai játékok éremtáblázata | Olimpia  |
| ----------------------------------------------- | ----------------------------------------------- | ----------------------------------------------- | ----------------------------------------------- | ----------------------------------------------- | -------- |
|                                                 | Ország                                          | Arany                                           | Ezüst                                           | Bronz                                           | Összesen |
| 1.                                              | Norvégia (NOR)                                  | 13                                              | 5                                               | 7                                               | 25       |
| 2.                                              | Németország (GER)                               | 12                                              | 16                                              | 8                                               | 36       |
| 3.                                              | Egyesült Államok (USA)                          | 10                                              | 13                                              | 11                                              | 34       |
| 4.                                              | Kanada (CAN)                                    | 7                                               | 3                                               | 7                                               | 17       |
| 5.                                              | Oroszország (RUS)                               | 5                                               | 4                                               | 4                                               | 13       |
| 6.                                              | Franciaország (FRA)                             | 4                                               | 5                                               | 2                                               | 11       |
| 7.                                              | Olaszország (ITA)                               | 4                                               | 4                                               | 5                                               | 13       |
| 8.                                              | Finnország (FIN)                                | 4                                               | 2                                               | 1                                               | 7        |
| 9.                                              | Hollandia (NED)                                 | 3                                               | 5                                               | 0                                               | 8        |
| 10.                                             | Ausztria (AUT)                                  | 3                                               | 4                                               | 10                                              | 17       |
| 11.                                             | Svájc (SUI)                                     | 3                                               | 2                                               | 6                                               | 11       |
| 12.                                             | Horvátország (CRO)                              | 3                                               | 1                                               | 0                                               | 4        |
| 13.                                             | Kína (CHN)                                      | 2                                               | 2                                               | 4                                               | 8        |
| 14.                                             | Dél-Korea (KOR)                                 | 2                                               | 2                                               | 0                                               | 4        |
| 15.                                             | Ausztrália (AUS)                                | 2                                               | 0                                               | 0                                               | 2        |
| 16.                                             | Csehország (CZE)                                | 1                                               | 2                                               | 0                                               | 3        |
| 17.                                             | Észtország (EST)                                | 1                                               | 1                                               | 1                                               | 3        |
| 18.                                             | Nagy-Britannia (GBR)                            | 1                                               | 0                                               | 1                                               | 2        |
|                                                 |                                                 |                                                 |                                                 |                                                 |          |
| 19.                                             | Svédország (SWE)                                | 0                                               | 2                                               | 5                                               | 7        |
| 20.                                             | Bulgária (BUL)                                  | 0                                               | 1                                               | 2                                               | 3        |
| 21.                                             | Japán (JPN)                                     | 0                                               | 1                                               | 1                                               | 2        |
|                                                 | Lengyelország (POL)                             | 0                                               | 1                                               | 1                                               | 2        |
|                                                 |                                                 |                                                 |                                                 |                                                 |          |
| 23.                                             | Fehéroroszország (BLR)                          | 0                                               | 0                                               | 1                                               | 1        |
|                                                 | Szlovénia (SLO)                                 | 0                                               | 0                                               | 1                                               | 1        |
|                                                 |                                                 |                                                 |                                                 |                                                 |          |
| Összesen                                        | Összesen                                        | 80                                              | 76                                              | 78                                              | 234      |